# Farní sbor Českobratrské církve evangelické v Lysé nad Labem
Farní sbor Českobratrské církve evangelické v Lysé nad Labem je jedním ze sborů Poděbradského seniorátu Českobratrské církve evangelické.

## Historie
V Lysé nad Labem je doložen výskyt tajných nekatolíků, kteří často pro svou víru trpěli. Místní rod Tržických uchovával ručně psanou Postillu, což odkazuje na tradici předbělohorské nekatolické tradice. Bible kralická z roku 1722, tzv. “špalíček”, v držení téhož rodu, zase vypovídá o napojení tajných lyských evangelíků na distribuční síť zahraničních kolportérů evangelické literatury. Ozbrojená vzpoura, která v kraji vypukla při zavádění rekatolizace v roce 1625, naznačuje, že zde byl větší počet nekatolíků. Při obležení Lysé císařským vojskem roku 1628, které mělo vzpouru potlačit, lyští evangelíci zapálili své domy a uprchli z vlasti.
Z okolí jsou dochovány protokoly o výsleších devíti tajných evangelíků ze dne 25. září 1747. Z dochovaných dokumentů vyplývá, že podání bylo učiněno páteru Koniášovi, který v tu dobu v Lysé pobýval na tzv. misiích, jejichž cílem bylo vyhledávat tajné evangelíky a přivádět je zpět do katolické církve. Zjištění tajní evangelíci byli nuceni podstoupit kruté tresty, část byla odvedena do armády. Všichni pak museli veřejně vyznat (někteří už po několikáté) katolickou víru v místním kostele. Příjmení těchto odsouzených se pak po 35 letech objevují na seznamu zakládajících členů lyského evangelického sboru.
Po vyhlášení Tolerančního patentu 13. října 1781 se tajní evangelíci z Lysé a okolí hromadně hlásili k víře svých předků. Museli však zdůvodnit své rozhodnutí před vrchnostenskou komisí a následně absolvovat tzv. "šestinedělní cvičení", při kterém se katolický farář pokoušel jeho úmysl zvrátit. Prvním kazatelem zdejšího sboru, jenž byl součástí Evangelické církve helvetského vyznání, se stal Maďar Jószef Szalay, jenž byl potvrzen v úřadě roku 1783. Szalay udržoval kontakty s Václavem M. Krameriem. V prosinci 1784 se stává druhým lyským farářem István (Štěpán) Rimány. Za jeho působení byl postaven místní kostel. Do roku 1803 se v kostele pouze stálo.
Fara byla upravena ze staršího domku stojícího nedaleko kostela. Jejím prvním obyvatelem se stal roku 1794 farář Jan Wégh. Roku 1837 postihl obec velký požár. Díky aktivitě místních byl kostel ještě téhož roku obnoven. Tři roky po vydání Protestantského patentu (1861) v roce 1864 zakoupil sbor dům na dnešním náměstí B. Hrozného. V něm zřídil novou faru a založil konfesní školu. Na této faře se roku 1879 narodil faráři Václavu Hroznému nejvýznamnější lyský rodák, orientalista a rektor Karlovy univerzity, Bedřich Hrozný.
Dnešní podoba kostela vychází z přestavby v roce 1907 za faráře Karla Hadače. Ze stejné doby pochází i budova nové konfesní školy. V roce 1918 se dosud Reformovaný sbor Evangelické církve helvetského vyznání v Lysé nad Labem stal součástí nově vzniklé Českobratrské církve evangelické. V roce 1930 se od něj oddělila část západní diaspory, která vytvořila sbor v Brandýse n.L.